# Ballon gastrique
Le ballon gastrique  est un traitement non chirurgical de l'obésité qui permet une perte de poids par la satiété que produit l'occupation d'une part significative de l'estomac par un ballon.
L'alimentation peut ainsi être rééduquée, réduite, rééquilibrée et la surcharge pondérale diminuée voire supprimée.

Ballon gastrique.

## Statistiques
Aux États-Unis, le ballon intragastrique constitue, en 2018, seulement des procédures à visée bariatrique.

## Personnes concernées
Le ballon gastrique est envisagé chez les personnes obèses ayant un IMC entre 30 et 40 (sauf pour le ballon gastrique ORBERA qui a obtenu l'indication de pose à partir d'un IMC de 27), lorsqu'elles présentent des risques de santé liés à leur obésité, ceci pour une durée limitée à six mois.

## Contre-indications
L'utilisation d'un ballon gastrique n'est pas indiquée pour un amaigrissement à seule fin esthétique, mais pour le traitement de l'obésité.
Les conditions physiologiques ou pathologiques qui sont contre-indiquées pour la pose d'un ballon gastrique sont :
- Toutes les maladies inflammatoires, ou potentiellement hémorragiques du tube digestif : en particulier les ulcères gastro-duodénaux, la maladie de Crohn, les varices œsophagiennes ou gastriques, les antécédents d'occlusion intestinale, les hernies hiatales et les malformations œsophagiennes.
- Un traitement prolongé par aspirine, anti-inflammatoire non stéroïdiens ou corticoïde
- Les antécédents chirurgicaux du tube digestif : gastriques ou œsophagiens et la chirurgie du reflux gastro-œsophagien.
- Les troubles psychiatriques, la dépendance aux drogues ou à l'alcool ainsi que le refus d'un suivi médical et de consignes diététiques.
- La prise de médicaments modifiant la coagulation.
- La grossesse.

## Types de ballon
Il existe deux types principaux qui se distingue par leur contenu (air ou liquide) :
- Le ballon intra-gastrique Héliosphere, fabriqué à Vienne en France. D'un poids de 30 g, il est constitué d'une double couche en polymère recouverte d'une enveloppe protectrice en silicone. Le ballon sans air est introduit dans l'œsophage jusqu'à l'estomac à l'aide d'un endoscope. Il est gonflé par la suite pour occuper un volume final de l'ordre de 700 ml et flotte librement dans l'estomac.
- Le ballon gastrique Orbera fabriqué par Allergan. Il est constitué d'un ballon en silicone qui se remplit de sérum physiologique (entre 600 et 650 ml[3]).

## Le programme d'inclusion dans le protocole
Les patients doivent passer dans les mains de différents médecins qui s'assureront que le patient fait partie des bonnes indications de la pose d'un ballon gastrique, avec un maximum de chance de réussite à l'issue des 6 mois, mais également au-delà.
Il s'agit :
- Un nutritionniste en général chef du projet ;
- Un psychiatre qui valide l'aptitude psychique du patient et évalue l'utilité d'un suivi pendant le protocole ;
- Un gastro-entérologue qui posera et déposera le dispositif en veillant aux suites de l'acte ;
- Un anesthésiste.

Le ballon sera toujours posé et déposé dans un centre médical spécialisé en endoscopie digestive et aux normes en matière d'asepsie, de prise en charge et de surveillance de ces patients.

## Pose du ballon et suivi post-opératoire
La première étape par laquelle le patient passe est la phase préparatoire. Le patient doit tout d’abord effectuer plusieurs bilans et rencontrer différents professionnels de la santé. Le but est de pouvoir vérifier s’il n’y a pas de contre-indication à la procédure. 
Lors de cette phase, l’IMC est calculé et un bilan de santé général est émis. 
Le patient doit également s’entretenir avec psychologue avant et après l’intervention dans le but de détecter les comportements alimentaires du patient obèse. Le psychologue établit ensuite un bilan sur l’état psychologique du patient et détermine les risques d’une dépression post-opératoire. 
Une fois l’autorisation des médecins accordées, le ballon peut être posé. 
Le ballon intra-gastrique est posé par voie endoscopique par les voies naturelles, par un médecin spécialisé, très souvent un gastro-entérologue.
Sa pose est couplée avec une endoscopie de l'estomac, permettant au gastro-entérologue  de vérifier l'absence de pathologie du tube digestif et le bon positionnement en hauteur du ballon.
Lorsque le ballon a été placé dans l'estomac, il est rempli soit d'une solution saline stérile colorée par du bleu de méthylène (pour le ballon gastrique Orbera), soit d'air (pour le système Héliosphère), grâce à un cathéter fixé au ballon. 
Une fois que le ballon est rempli, le médecin tire sur l'extrémité interne du cathéter et la retire. Le ballon possède un système permettant la fermeture qui empêche la fuite du liquide ou de l'air. Le ballon flotte librement dans l'estomac. 
Le remplissage du ballon engendre la dilatation du ballon. Ainsi, il occupe un volume important de l’estomac, environ un tiers de celui-ci.  
La durée de mise en place est inférieure à une demi-heure. La surveillance post-opératoire est effectuée à la clinique pendant quelques heures. 

## Suivi pendant le traitement par le Ballon
Pendant la durée où le ballon a été installé dans l'estomac, un suivi régulier doit être effectué par une équipe médicale pluridisciplinaire, constituée d'un gastro-entérologue, d'un nutritionniste et d'un psychologue.
Pendant les 2 à 3 jours inconfortables après la pose, toute l'équipe se doit d'être joignable par le patient pour pallier toute difficulté.
Les consultations avec le nutritionniste seront hebdomadaires pendant les deux premiers mois, espacées à tous les 15 jours les trois mois suivant pour redevenir hebdomadaires le dernier mois avant le retrait du ballon gastrique.
Le gastro-entérologue verra en consultation le patient au bout d'un mois puis tous les deux mois.
Le patient se conformera aux indications de suivi préconisées par le psychologue ou le psychiatre.

## Dépose du ballon
Au bout de 6 mois maximum, le ballon est retiré par le gastro-entérologue, dans les mêmes conditions d'hospitalisation que la pose et dans les mêmes conditions de sécurité.
La dépose n'entraîne pas de suite digestives particulières dans les jours qui suivent.
Il existe des ballons gastriques qui, au bout de 4 mois, se dégonfle de lui-même, et est évacué dans les selles. Il n'est donc plus nécessaire de subir une autre intervention.

## Après les 6 mois et la dépose du ballon gastrique
Le suivi nutritionnel, la poursuite de la rééducation alimentaire, de la modification des habitudes devront se poursuivre à un rythme convenu avec le nutritionniste et en fonction de chaque personne.
Ce soutien a posteriori permet de consolider les résultats, et même de permettre la poursuite de la perte de poids au-delà de ces 6 mois.

## Résultats
Le ballon Orbera permet une perte de poids de plus de 10 kg par rapport à un groupe témoin, avec quelques effets secondaires de type digestifs dans les premières semaines. Dans une autre étude, la perte de poids est moindre.
Le ballon à air obtient des résultats comparables.

## Effets secondaires
Ils sont courants, peu graves et très souvent résolutifs au bout de quelques semaines sans que cela nécessite une intervention. La technique comporte cependant plus de complication qu'une chirurgie bariatrique.
Ils peuvent être plus importants, à type de douleurs, ballonnements, troubles digestifs, par surgonflage du ballon (tant à l'air qu'aux liquides) et nécessitant alors le retrait de ce dernier. 
Le ballon à liquide peut comprimer, par son poids, certaines structures digestives, pouvant être responsable d'une pancréatite aiguë. Cette complication survient dans les premiers jours de la mise en place et nécessite le retrait immédiat du ballon.